# Synagoga w Groningen
Synagoga w Groningen – synagoga zlokalizowana przy Folkingestraat w centrum Groningen (Holandia).

## Historia
Pierwsze wzmianki o Żydach w Groningen pochodzą z końca XVI wieku, choć w tym czasie odmówiono im pozwolenia na stały pobyt w mieście. Status zamieszkania Żydów w Groningen pozostawał niepewny jeszcze przez cały XVII wiek, mimo że mogli oni zajmować się handlem, czy działalnością pożyczkową. Jeszcze w 1691 Żydom zabraniano spotykać się w celach religijnych. W 1710 rada miejska uchwaliła środki ograniczające wjazd do miasta Żydów z niemieckiej Fryzji Wschodniej. Sytuacja zaczęła się zmieniać w 1711, kiedy jeden z Żydów pochodzący z Amsterdamu uzyskał dzierżawę miejskiego lombardu i w związku z tym prawo do odprawiania nabożeństw w domu przy Poelestraat. Niedługo potem ciągły wzrost populacji żydowskiej w mieście skłonił miejscowych Żydów do wynajęcia domu przy Steenstilstraat i wyposażenia go jako synagogi. W XVIII wieku kilku Żydom udało się zostać członkami cechu kupców i sprzedawców, pomimo silnego sprzeciwu lokalnych Holendrów. Potem również cech rzeźników otworzył swoje członkostwo dla Żydów.
Zorganizowana gmina żydowska powstała w Groningen w latach czterdziestych XVIII wieku, po zatwierdzeniu jej statutu przez radę miejską. Wybudowała ona w 1756 nową synagogę przy Volteringstraat  (później Kleine Folkingestraat). Świątynia została otwarta pomimo sprzeciwu lokalnych obywateli. Wrogość Holendrów do Żydów była tak silna, że synagogę zbudowano bez okien, aby Żydzi mogli modlić się w sposób anonimowy. W latach 1776–1808 burmistrz i rada miejska podjęli decyzję o stałej obserwacji spraw gminy żydowskiej.
W 1813 Abraham Deen, naczelny rabin nowo utworzonego żydowskiego konsystorza północnej Holandii, wybrał Groningen na swoją rezydencję (w miejsce Leeuwarden). W 1848 żydowska społeczność Groningen podzieliła się na ortodoksyjną i modernizacyjną. Doprowadziło to do założenia w 1852 odrębnej wspólnoty ultraortodoksyjnej. W 1881 rozłam został zażegnany, a społeczność ponownie zjednoczona. W XIX wieku Żydzi stali się wpływowi obywatelami Groningen, mając wpływ na życie gospodarcze miasta. Wśród nich była m.in. rodzina Polak. Szczególny rozkwit zamożnych rodzin żydowskich nastąpił w okresie międzywojennym.
Obecna synagoga w monumentalnym stylu mauretańskim, z charakterystyczną kopułą została zbudowana w 1906 w centrum ówczesnej dzielnicy żydowskiej.
Deportacje Żydów z miasta, przeprowadzane przez administrację niemiecką, rozpoczęły się w sierpniu 1942 i trwały do kwietnia 1943. Niewielu Żydów przeżyło II wojnę światową, ale niektórzy powrócili do miasta z ukrycia lub z niemieckich obozów koncentracyjnych. 
Synagoga przetrwała wojnę nieuszkodzona, ale w 1952 została sprzedana (dzielnica stała się siedzibą kilku domów publicznych). W budynku najpierw mieściła się pralnia, a następnie stała się kościołem Stowarzyszenia Apostolskiego (Apostolisch Genootschap). W latach 70. XX wieku świątynia została uratowana przed wyburzeniem jednym głosem oddanym w radzie miejskiej. Miała na to wpływ kampania prowadzona przez młodą Żydówkę z Amsterdamu, Lenny Wolgen.
W 1973 założono Stichting Folkingestraat Synagoge (pol. Fundację Synagogi Folkingestraat) celem odrestaurowania obiektu. Od 1981 budynek ponownie stał się synagogą (jest jednocześnie wykorzystywana jako centrum kulturalne i wystawiennicze). Zwój Tory, który, jak się uważa, przetrwał okupację ukryty w skarbcu bankowym, został zwrócony wspólnocie. Obecnie w Groningen działa wiele żydowskich organizacji młodzieżowych i studenckich. Po imigranckich atakach na Żydów w Holandii obiekt od 2019 ma ufortyfikowaną zaporę.